# Petunia patagonica
Petunia patagonica är en potatisväxtart som först beskrevs av Carlos Luis Spegazzini, och fick sitt nu gällande namn av Millan. Petunia patagonica ingår i släktet petunior, och familjen potatisväxter. Inga underarter finns listade i Catalogue of Life.